# Пригара Андрій
Пригара Андрій (р. н. невід. — п., імовірно, до 1790) — православний священик. Походив з українського міщанського роду, який відігравав помітну роль у господарському житті Новгорода-Сіверського. Настоятель старої Свято-Покровської церкви (1781—86) у м. Новгород-Сіверський. Мав дім у Новгороді-Сіверському та земельну маєтність на околиці міста вздовж шляху на Дігтярівку (нині село Новгород-Сіверського району Чернігівської області). Власник великої бібліоткки. 1786—87 підготував «Особое или топографическое описание города губернского Новгорода-Северского, с признанием к оному от древности принадлежащих стран, по российским и иностранным историям, також отдавна досель оставшимся очевидным знакам и доказательствам; разделяя оное на три части, а именно: о натуральном местоположении, о примечаниях древних и новых, а на остаток и о выгодах при том городе находящихся, и верными показаниями и примечательными параграфами извлеченное». Нині зберігається в Російському державному військово-історичному архіві в Москві. Значну увагу в описі приділив історії Новгорода-Сіверського, яку поділив на 5 періодів:

1) від заснування міста до хрещення Київської Русі;

2) 11 — початок 13 ст.;

3) 1-ша половина 13 ст. — з'єднання з Великим князівством Литовським;

4) із середини 13 ст. до середини 18 ст.;

5) із 1752, коли місто одержало магдебурзьке право.
Крім того, подав цікаві відомості про історичну топографію Новгорода-Сіверського, старовинні герби, місцеві храми, етнічний та конфесійний склад городян тощо. В описі вміщені відомості про курганні некрополі в околицях Новгорода-Сіверського, а також про 2 кам'яні плити на похованнях князів Григорія та Дмитра Ольговичів у с. Лісконоги (нині село Новгород-Сіверського району Чернігівської обл.) та ін. Водночас в описі побутують і авторські небилиці та сумнівні гіпотези, зокрема про початки Новгорода-Сіверського. П. обстоював думку про вищість Новгорода-Сіверського щодо інших міст, зокрема Чернігова, і, заразом, прирівнював становище Новгорода-Сіверського до Києва й Новгорода Великого за часів Київської Русі. На думку О.Оглоблина, П., імовірно, був близький до кола учасників патріотичного Новгород-Сіверського гуртка кінця 18 ст.